# Линденберг, Эдуард
Эдуард Линденберг (фр. Édouard Lindenberg; 8 января 1908, Бухарест — 1973, Париж) — румынско-французский дирижёр. Брат художницы Гедды Штерн.
Родился в Бухаресте в семье учителя Симона Линденберга и Еуджении Векслер. Отец умер, когда ему было 11 лет. После окончания Бухарестского университета учился дирижированию в Германии у Германа Шерхена и в Австрии у Франца Шалька, одновременно изучал философию и музыковедение (в том числе под руководством Георга Шюнемана и Эриха фон Хорнбостеля). Вернувшись в Румынию, дирижировал Бухарестским филармоническим оркестром и в Бухарестской опере, вёл также педагогическую деятельность (среди его бухарестских учеников, в частности, Серджиу Комиссиона и Михай Бредичану).
В 1947 году эмигрировал во Францию, работал с Оркестром Ламурё, Оркестром Падлу, Оркестром концертного общества Парижской консерватории и другими ведущими французскими коллективами, гастролировал во многих странах Европы, а также в Израиле и Японии. Осуществил ряд записей, в том числе все симфонии Иоганнеса Брамса и Пятую, Шестую и Седьмую Людвига ван Бетховена (все с Филармоническим оркестром Северо-западной Германии), — некоторые критики оценивают эти записи как живые и полные искреннего чувства, другие отзываются о них резко отрицательно.
Линденберг также преподавал дирижирование в Парижской консерватории, где у него учились, в частности, Жан Франсуа Пайяр, Мариус Констан, Пьер Этю.